# 小島一郎
小島 一郎（こじま いちろう、1924年11月14日 - 1964年7月7日）は日本の写真家。

## 人物
青森県青森市出身。戦後、青森を拠点に北国の風景を撮り続けた。写真家として本格的に活動したのは、1954年頃から死去までの10年ほどに限られている。この間、厳寒の津軽や下北の風土を大胆な構図と独特の世界観で表現する。雪原、農作業風景など平凡な被写体と覆い焼きによって強調した空の風景から生み出される強烈なイメージや構図力と確かな技術は、日本の報道写真のさきがけである名取洋之助からも高い評価を受ける。ベタ焼きに代わるものとして考え出した通称「小島のトランプ」と呼ばれる手札サイズの作品群も特徴的である。また、小島の写真店に勤めていた沢田教一に大きな影響を与えた。

## 略歴
- 1924年 - 青森市大町（現本町）に写真材料商を営む父平八郎と、母たかの長男として出生。
- 青森県立商業学校（現青森県立青森商業高等学校）卒業。
- 1944年 - 日中戦争に召集、中国各地を転戦。
- 1946年 - 復員し、家業の写真材料商を継ぐ。
- 1953年 - 弘子夫人と結婚。
- 1954年 - 写団「北陽会」会員となる。この頃から本格的な写真家としての活動を開始。「パイプ」にて東奧美術展特選。国際写真サロン入選（翌年も連続入選）。
- 1956年 - 日本カメラクラブ対抗写真コンテスト優秀賞を受賞。
- 1957年 - 青森美術文化協会展出品。
- 1959年 - 作品が雑誌『世界』に掲載。
- 1960年 - 県展奨励賞を受賞。
- 1961年 - フリーランスの写真家として活動するために上京。「下北の荒海」でカメラ芸術新人賞を受賞。
- 1963年 - 写真集『津軽』（石坂洋次郎、高木恭造との共著、新潮社）を刊行。写真活動の行き詰まりなどから東京より引き上げ、年末に北海道でオホーツク海の流氷撮影に挑むが、過酷な撮影行によって体調を崩したため、中断して郷里に戻る。
- 1964年 - 青森市の自宅にて静養につとめたが、7月7日に心臓麻痺で死去。享年39。

## 個展・展覧会歴
- 1958年 - 第一回個展「津軽」（小西六ギャラリー、東京）
- 1962年 - 第二回個展「凍れる」（富士フォトサロン、東京）
- 1990年 - 「戦後写真・再生と展開」（山口県立美術館、山口）
- 1991年 - 「戦後写真と東北」（宮城県美術館、仙台）
- 1994年 - 「津軽」（JCIIフォトサロン、東京）
- 1998年 - 市政100周年記念「小島一郎写真展 −津軽の風土を撮る−」（青森市民美術展示館、青森）
- 2001年 - 「小島一郎 写真展〈白と黒の世界〉津軽を撮った写真家」（道の駅 浅虫温泉 ゆ～さ浅虫3F美術ギャラリー、青森）
- 2003年 - 青森市所蔵美術展 「～青森の風土が生む人と芸術～」（青森市男女共同参画プラザAV多機能ホール アウガ5F、青森）
- 2004年 - 小島一郎 写真集出版記念展

第1会場「小島一郎展」（プレイスM、東京）
第2会場「小島のトランプ展」（photographers' gallery、東京）
- 2005年 - 小島一郎写真展「凍れる（しばれる）」（青森市歴史民俗展示館 稽古館、青森）
  - 「東奥美術展の画家たち −青森県昭和前期の美術−」（青森県立郷土館、青森）
- 2006年 - 青森県立美術館収蔵、展示
- 2007年 - 井上青龍+小島一郎展（ラットホールギャラリー、東京）
  - 青森市所蔵美術展「写真と版画 魂のプリント 小島一郎写真展 あおもり版画トリエンナーレ 過去入賞作品展」（国際芸術センター青森 ギャラリーA&B、青森)
- 2009年 - 大規模回顧展「小島一郎 北を撮る」（青森県立美術館、青森）
- 2014年 - 「小島一郎 北へ，北から」（IZU PHOTO MUSEUM､三島）8月3日～12月25日

## 写真集 雑誌掲載等
- 1954年 - 『アサヒカメラ』（1954年5月号）「無限」掲載、佳作入選。
- 1956年 - 『カメラ毎日』（1956年12月号）「村の半鐘」「海ぞいの家」「雨の日の舟小屋」掲載。
- 1959年 - 『カメラ毎日』（1959年11月号）「津軽の子ら」掲載。
  - 雑誌『世界』に掲載。
- 1961年 - 『カメラ芸術』（1961年12月号）「下北の荒海」掲載、カメラ芸術新人賞受賞。
- 1963年 - 『津軽 —詩・文・写真集—』（文・石坂洋次郎、詩・高木恭造 新潮社）刊行。
  - 『カメラ毎日』（1963年9月号）に「私の技法」が掲載。
- 1964年 - 『カメラ毎日』にカラー写真「鳶沼にて」が遺作として発表。
- 1979年 - 『写真試論』に大島洋「小島一郎の風景」発表。
- 1986年 - 『PHOTO JAPON』に「焼きつけられた津軽―小島一郎ふたたび」掲載。
- 2004年 - 小島一郎写真集『hysteric eleven』（ヒステリックグラマー）刊行。
- 2005年 - 『photographers' gallery press』（no.4 2005年4月発行）高橋しげみ「小島一郎試論」掲載。
- 2008年 - 雑誌『風の旅人』（vol.31 2008年4月発行）に掲載。
- 2009年 - 『アサヒカメラ』（2009年1月号）作品7点および青森県立美術館での回顧展のアナウンス掲載。
  - 1月 - 『小島一郎写真集成』（青森県立美術館編、インスクリプト）刊行。
- 2014年 - 『津軽』復刻版（IZU PHOTO MUSEUM発行．発売NOHARA）刊行。1000部限定。